# E45 (Ecuador)
Die E45 oder Troncal Amazónica ist eine Straße in Ecuador. Die Straße bildet die östlichste Nord-Süd-Route des Landes, von der Grenze zu Kolumbien am Amazonas nach Zamora. Die E45 ist 701 Kilometer lang.

## Straßenbeschreibung
Die E45 beginnt an der Grenze zu Kolumbien, wo eine Brücke über den Grenzfluss führt, in den Südosten von Kolumbien wird die Straße als Landstraße weitergeführt. Die E45 führt nach Süden und erreicht die Stadt Nueva Loja, die größte Stadt auf der Route. Hier wird die E10 gekreuzt. Diese Region ist flach und ist der einzige Teil des Amazonasbeckens in Ecuador, wo abgebaut wird. Der Weg führt dann nach Süden dann nach Westen nahe der Anden vorbei. Weiter südlich führt die E45 an den Ausläufern der Anden vorbei und steigt auf etwa 1.000 Meter. Die E45 endet in Höhe von Zamora auf der E50, die weiter nach Westen Richtung Loja führt.

## Geschichte
Die E45 ist die östlichste Nord-Süd-Route und die einzige Hauptstraße in Ost-Ecuador in der Amazonas-Region und hat damit eine gewisse Bedeutung. Östlich der Strecke ist 100 bis 200 Kilometer undurchdringlichen Dschungel an der Grenze zu Peru. Die E45 ist nicht von großer internationaler Bedeutung. Im Jahr 2001 ist fast die gesamte E45 in sehr schlechtem Zustand.